# Âm giai Toàn cung
Âm giai toàn cung là âm giai gồm 6 nốt cách đều nhau 1 cung trong phạm vi một quãng tám (gồm 12 bán cung). Do có tới 7 tên nốt nhạc nên việc gọi tên các bậc kèm với các dấu thăng, bình, giáng, sử dụng tên nào và không sử dụng tên nào trong âm giai này phải tuỳ từng tình huống. Vì các nốt cách đều nhau nên khả năng một nốt bị hấp dẫn về nốt khác không được thể hiện rõ rệt. Do đó các tính chất chủ âm, thể trưởng – thể thứ... cũng không rõ rệt và loại âm giai này không phổ biến. Chỉ những người soạn nhạc có đẳng cấp mới có thể soạn các tác phẩm hay theo âm giai này.